# Moyosi prativaga
Moyosi prativaga is een spinnensoort in de taxonomische indeling van de hangmatspinnen (Linyphiidae).
Het dier behoort tot het geslacht Moyosi. De wetenschappelijke naam van de soort werd voor het eerst geldig gepubliceerd in 1886 door Eugen von Keyserling.